# Кумотори
Кумотори (яп. 雲取山 Кумотори-яма) — гора на острове Хонсю, Япония. Расположена на границе префектур Токио, Сайтама и Яманаси. Высота — 2017 м.
Гора популярна среди туристов и альпинистов, благодаря своей относительной доступности и пологим склонам. С вершины в хорошую погоду открывается хороший вид на Фудзи.